# Il giorno della vendetta
Il giorno della vendetta (Last Train from Gun Hill) è un film western del 1959 diretto da John Sturges, interpretato da Kirk Douglas e Anthony Quinn.

## Trama
Sulle tracce di due persone che hanno violentato e ucciso la sua moglie indiana, lo sceriffo Pat Morgan si reca nella cittadina di Gun Hill, dove scopre che uno degli autori del delitto è Rick Belden, figlio del suo vecchio amico e datore di lavoro Craig. Questi, grosso allevatore che controlla l'intera vita economica e politica locale, è determinato ad impedire in ogni modo l'arresto e la conseguente condanna a morte del figlio.
Morgan, quindi, dopo essere riuscito a catturare Rick, deve resistere per alcune ore in una camera d'albergo all'assedio degli uomini di Craig, con l'unico aiuto di una prostituta di nome Linda, per cercare poi di raggiungere l'ultimo treno in partenza. L'impulsivo intervento, sotto l'influsso dell'alcol, di Lee, l'altro ricercato, causa la morte di Rick e conduce al duello finale tra lo sceriffo e il padre del ragazzo. Le ultime parole di Craig, ferito a morte, sono per Peter, il giovane figlio dell'amico di un tempo.

## Riconoscimenti
- 1960 - Laurel Awards
  - Candidatura alla miglior performance d'azione ad Anthony Quinn